# Inside Out (album MC Hammera)
Inside Out – piąty studyjny album amerykańskiego rapera MC Hammera. Został wydany 9 grudnia, 1995 roku.

## Lista utworów
1. "Luv-N-Happiness"
2. "Sultry Funk" (featuring VMF)
3. "Anything Goes on the Dance Floor"
4. "I Hope Things Change"
5. "Keep On"
6. "Everything Is Alright"
7. "I Need That Number"
8. "Bustin' Loose"
9. "Nothin But Love (A Song for Eazy)"
10. "Goin' Up Yonder"
11. "He Keeps Doing Great Things for Me"
12. "A Brighter Day"